# Vicente Pascual y Pérez

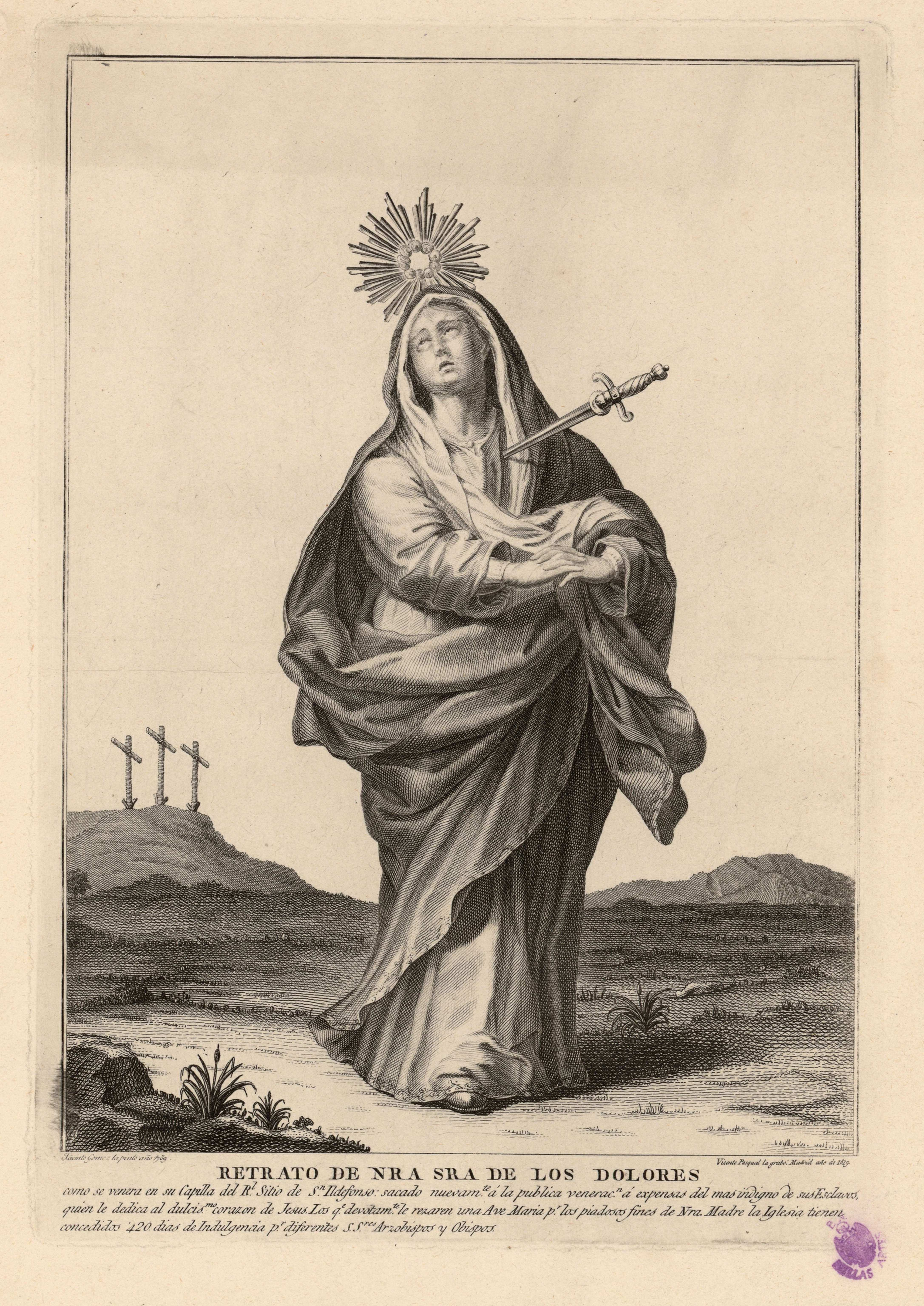
Virgen de los Dolores, grabado calcográfico de Vicente Pascual y Pérez por pintura de Jacinto Gómez. Inscripción: «Retrato de Ntra Sra de los Dolores como se venera en su Capilla del Rl Sitio de Sn Ildefonso». Biblioteca Nacional de España.

Vicente Pascual y Pérez (fl. 1788-1829) fue un grabador calcográfico español.

## Biografía
Natural de Valencia, en 1788 se encontraba matriculado en la Real Academia de Bellas Artes de San Fernando de Madrid, concurriendo a los premios mensuales de dibujo, y en ella debió de permanecer como alumno al menos hasta 1792. Como grabador de láminas se conoce su participación en la ilustración de diversas obras de carácter literario y científico: en 1796 firmó, por dibujo de José Antonio Ximeno y Carrera, el retrato de Madama Gómez para ilustrar sus Jornadas divertidas, políticas sentencias y hechos memorables de reyes y héroes de la antigüedad; en 1797 llevaban su firma algunas de las ilustraciones de la edición de Los quatro libros de arquitectura de Andrea Palladio traducidos y anotados por José Ortiz y Sanz, y el mismo año, en el mes de septiembre, se incorporó al nutrido grupo de grabadores encargado de trasladar a la estampa los dibujos y observaciones de la flora del Perú y Chile obtenidos por la expedición botánica encabezada por Hipólito Ruiz y José Pavón, costoso proyecto editorial del que se publicaron tres volúmenes entre 1798 y 1802 con el título Flora Peruviana et Chilensis, sive descriptiones et icones plantarum Peruvianarum, et Chilensium, secundum systema linnaeanum digesto...  Colaboró también con las ilustraciones de Las aventuras de Telémaco de Fénelon (Madrid, 1803)  y en la edición dirigida por José Asensio y Torres de la Varia conmensuración de Juan de Arfe y Villafañe, Madrid, 1806.
Se le conocen además retratos (Fernando VII y Francisco Alvarado, este publicado al frente de la primera de las Cartas críticas del Filósofo Rancio, 1813), tarjetas de visitas, estampas sueltas de devoción, como la dedicada a la Virgen de la Portería de la iglesia de San Diego de Valladolid, y un numeroso grupo de grabados con episodios de la Historia sagrada, empleados años más tarde para ilustrar la Biblia de las familias católicas de Juan de Villaseñor y Acuña (1855).